# آيت واحي ايشن (سيدي المخفي)
آيت واحي ايشن هي إحدى مشيخات المملكة المغربية، تتبع جغرافيا لإقليم إفران وإداريًا لسيدي المخفي. يقدر عدد سكانها بـ 3028 نسمة حسب الإحصاء الرسمي للسكان والسكنى لسنة 2004.